# Keimlings-, Wurzel-, Stängel- und Kolbenfäule
Keimlings-, Wurzel-, Stängel- und Kolbenfäule ist eine Pflanzenkrankheit, ausgelöst von verschiedenen Pilzarten (Fusarium sp., Helminthosporium sp., Nigriospora sp.).

## Schaden

### Schadbild
Bereits die Keimpflanzen von Mais (Zea mays) können durch die Schaderreger Fusarium spp. diffuse bis streifige Braunverfärbungen an Wurzeln und Stängelbasis auftreten. Eine schwärzliche Stängelbasis, gekoppelt mit Vergilbungserscheinungen ist ein Hinweis auf Pythium spp. Längliche, wässerige Flecken auf Blättern geben Hinweise auf Helminthosporium sp. in Mais. Auch das Absterben von Blättern von Mais ab der Milchreife von unten nach oben kann ein Hinweis auf Fusarium sp geben: Je nach Sorte und Erreger ist vorwiegend das Markgewebe in den untersten Internodien zersetzt und von weißem bis rosarotem Mycel durchwuchert. Erscheinen die Knoten verbräunt und gummiartig weich, wobei zunächst die obersten erlahmen (v. a. Fusarium graminearum). Die Kolben können schlaff nach unten hängen und weisen vorzeitig dürre Lieschen auf. Nach Feuchtperioden sind einzelne Körner oder ganze Zonen von weißlichem bis rosa Mycel befallen, das die Lieschen durchwächst und äußerlich sichtbar werden kann (Fusarium culmorum, Fusarium graminearum, Fusarium moniliforme u. a.). Gelegentlich tritt auch schwarze Kolbenfäule (Helminthosporium sp., Nigriospora sp.) auf.

### Bedeutung
Die Krankheitserreger kommen überall vor, erlangen aber in wärmeren Gebieten eine größere Bedeutung. Dank der Saatgutbeizung treten Auflaufschäden nur bei unsorgfältiger Bewirtschaftung auf. Ein mittlerer bis starker Stängelfäulebefall behindert die Wasser- und Nährstoffversorgung und führt zu mangelhafter Kornfüllung und Notreife. Erkrankt hauptsächlich die Stängelbasis, brechen die Stängel bei geringster Belastung, was schließlich Ernteerschwernis und -verlust bedeutet. Die durchschnittlichen Ertragsausfälle werden mit etwa zehn Prozent angenommen, können jedoch bis zu 35 Prozent ausmachen.

## Biologie
Wirtspflanzen: Alle Getreidearten und Mais, vermutlich auch Gräser und zum Teil Pflanzen anderer Familien.

### Lebenszyklus
Die Pilze überwintern auf dem Saatgut und auf befallenen Pflanzenresten im Boden. Fusarium culmorum kann auch saprophytisch auf Nichtwirtspflanzen überdauern. Die Infektionen erfolgen hauptsächlich über die Wurzeln, gelegentlich aber auch über Wunden an Stängelbasis und Blattansatzstellen.
In den Stängel eingedrungenes Myzel zersetzt das Markgewebe zwischen den Leitbündeln und kann von unten nach oben fortschreitend in alle Knoten sowie in die Kolben wachsen. Von freiliegenden Myzelpolstern (Stängelverletzungen, Kolben) können Konidiosporen mit dem Wind oder mit Regenspritzern verbreitet werden.

### Ökologie
Kühl-feuchte Keimbedingungen fördern durch verlangsamtes Wachstum gelegentlich unspezifische Wurzelfäule durch z. B. Phytium sp. Dagegen kommt der Erstbefall der gefürchteten Fusarium-Stängelfäulen eher bei trocken-warmer Frühjahrswitterung zustande. Für spätere Infektionen und die weitere Entwicklung der Krankheit ist in hohem Masse die Krankheitsbereitschaft der Pflanze ausschlaggebend. Befallsfördernd sind Stresssituationen wie Wassermangel, überhöhtes N/K-Verhältnis, starker Blattkrankheitsbefall sowie zu hohe Bestandsdichten. Die Krankheitsentwicklung wird erheblich beschleunigt, sobald der im Stängel vorhandene Zucker in die Körner verlagert wird, so dass frühreife Sorten stärker gefährdet sind. Die Bodenverseuchung nimmt mit dem Mais- und Getreideanteil in der Fruchtfolge zu, während Rübenjahre und vermutlich auch Kunstwiesenjahre reduzierend wirken.

## Bekämpfung

### Indirekt
Ein möglichst vielseitiger Fruchtwechsel, insbesondere der Verzicht auf Mais-Mais-Folgen, sowie alle Maßnahmen, die der Strohrotte förderlich sind, vermindern die Bodenverseuchung. Eine ausreichende Kalidüngung, nicht zu tiefe und nicht zu frühe Saat sowie Beregnung bis zur Blüte können die Empfindlichkeit der Pflanzen reduzieren. Bei der Sortenwahl ist besonders bei frühreifen Sorten und in getreidestarken Fruchtfolgen auf geringe Anfälligkeit zu achten.

### Direkt
Die Saatgutbeizung vermindert einen Frühbefall mit unspezifischeren Krankheitserregern, erfasst jedoch die Fusarium sp. nicht oder nur ungenügend.